# Histiotus humboldti
Histiotus humboldti es una especie de murciélago de la familia Vespertilionidae.

## Distribución geográfica
Se encuentra en Colombia y al oeste de Venezuela.